# Juan Almonacid
Juan Almonacid (Madrid, 1518 - 1592) fue un conquistador español.

## Biografía
Pasó al Perú junto con Francisco de Villagra y acompañó a Pedro de Valdivia en la Conquista de Chile. Participó en la fundación de las ciudades de Santiago y La Serena. Combatió en numerosos episodios de la Guerra de Arauco.